# Kościół Matki Boskiej Różańcowej w Gdyni
Kościół Matki Bożej Różańcowej w Gdyni – rzymskokatolicki kościół parafialny znajdujący się w Gdyni, w dzielnicy Demptowo. Należy do dekanatu Gdynia-Chylonia archidiecezji gdańskiej.

## Historia
- 5 marca 1972 - Biskup Kazimierz Kowalski utworzył tu ośrodek duszpasterski.[1]
- Grudzień 1973 - Wydano zezwolenie na budowę kaplicy.
- Marzec 1975 - Wydano zgodę na budowę kościoła.
- 1 lutego 1976 - Oddano do użytku kościół dolny.
- 10 maja 1978 - Ośrodek duszpasterski przekształcono w parafię.[1]
- 7 października 1982 - Biskup Marian Przykucki konsekrował świątynię.[1]

## Opis
Kościół wzniesiony został wg. projektu arch. Witolda Łapińskiego. Kościół wzniesiony został na planie elipsy. Ściany zewnętrzne zwieńczone są eliptycznymi łukami. Na zewnętrznej ścianie wiszą trzy dzwony: Panna Maria, Piotr i Tadeusz.